# Lars Boven
Lars Boven (Reutum, 13 augustus 2001) is een Nederlands wielrenner die anno 2024 rijdt voor Alpecin-Deceuninck. Hij is de zoon van ploegleider en voormalig wielrenner Jan Boven.

## Carrière
Als junior combineerde Boven het wegwielrennen met het veldrijden. In het veld won Boven onder meer de Kronborg Park Cross en de Scheldecross. Op de weg werd Boven in 2019 derde in Parijs-Roubaix, achter Hidde van Veenendaal en Hugo Toumire. Later dat jaar won hij de nationale titel in het tijdrijden en werd hij, achter Andrea Piccolo, tweede in die discipline op het Europese kampioenschap in Alkmaar. Op het wereldkampioenschap moest Boven 44 seconden toegeven op winnaar Antonio Tiberi, waarmee hij op de zevende plaats eindigde.
In 2020 won Boven een etappe in de Bałtyk-Karkonosze Tour. De leiderstrui die hij daaraan overhield moest hij in de laatste etappe afstaan aan Stanisław Aniołkowski. In 2021 won hij de proloog van de Istrian Spring Trophy en, samen met Johannes Staune-Mittet en Loe van Belle, de teamproloog van de Ronde van de Elzas. Op het Europese kampioenschap in 2022 nam Boven mee aan zowel de ploegenestafette als de wegwedstrijd, beide in de beloftecategorie. In de ploegenestafette zette hij, samen met Tim Marsman, Femke Gerritse en Mischa Bredewold, de derde tijd neer. In de wegwedstrijd eindigde hij, op meer dan elf minuten van winnaar Felix Engelhardt, op plek 96. In september van dat jaar won Boven de tweede etappe in de Flanders Tomorrow Tour, waarmee hij de leiderstrui overnam van Dries De Pooter. In de tijdrit een dag later eindigde boven achter Matias Malmberg en Tim van Dijke op de derde plek, waarmee hij zijn leiderstrui met succes verdedigde. De laatste etappe, met start en finish in Handzame, eindigde in een massasprint, waarin Boven twaalfde werd. Hiermee volgde hij Mick van Dijke op, die de eerste editie van de Vlaamse beloftenkoers in 2021 had gewonnen.

## Overwinningen
2018
1e etappe Ronde van de Vaud (ploegentijdrit)
2019
 Nederlands kampioen tijdrijden, Junioren
2020
3e etappe Bałtyk-Karkonosze Tour
2021
Proloog Istrian Spring Trophy
Proloog Ronde van de Elzas (ploegendtijdrit)
2022
2e etappe Flanders Tomorrow Tour
Eind- en puntenklassement Flanders Tomorrow Tour
2023
Puntenklassement Olympia's Tour

### Resultaten in kleinere rondes
| Jaar | Tour Down Under | Ronde van Catalonië | Critérium du Dauphiné | Ronde van Polen |
| ---- | --------------- | ------------------- | --------------------- | --------------- |
| 2024 | 23e             | opgave              | opgave                | opgave          |

## Ploegen
- 2020 –  Jumbo-Visma Development Team
- 2021 –  Jumbo-Visma Development Team
- 2022 –  Jumbo-Visma Development Team
- 2023 –  Jumbo-Visma Development Team
- 2024 –  Alpecin-Deceuninck
- 2025 –  Alpecin-Deceuninck

Ballerstedt · Bayer · Boven · Conci · Dillier · Gaze · Ghys · Gogl · Groves · Hermans · Hollmann · Janssens · Kielich · Kragh Andersen · Laurance · Leysen · Meurisse · Osborne · Philipsen · Planckaert · Plowright · Rickaert · Riesebeek · Sinkeldam · Uhlig · Van Den Bossche · van der Poel  · Van Tricht · Vergallito · Vermeersch
Bayer · Boven · Debruyne · Dehairs · Del Grosso · Dillier · Gaze · Ghys · Glivar · Gogl · Groves · Hermans · Hollmann · Janssens · Kielich · Meurisse · Philipsen · Planckaert · Plowright · Price-Pejtersen · Rickaert · Riesebeek · Uhlig · Van Den Bossche · van der Poel · Van Tricht · Vergallito · Vermeersch